# 国際生物多様性センター
国際植物遺伝資源研究所（こくさいしょくぶついでんしげんけんきゅうしょ）：実務名称（バイオバーシティ・インターナショナル）は、国際農業研究協議グループ（CGIAR）の支援を受ける15の農業研究機関のうちの1つ。貧しい人々の生計を改善するために、農業における生物多様性（en:Agricultural biodiversity）の保護と使用を主な活動とする。約320人のスタッフが働く世界16ヶ所のオフィスに、組織は分散している。本部はイタリア・ローマ郊外のマッカレーゼにあり、5つの地域支部はアレッポ（シリア）、カリ（コロンビア）、ナイロビ（ケニア）、マッカレーゼ（イタリア）、Serdang（マレーシア）にある。国際生物多様性センターは開発についての研究を行うが、開発そのものを行う機関ではない。

## 歴史
作物の生物多様性の急激な消失と、それが農業の成長と食糧安全保障に与える脅威に対応するため、国際植物遺伝資源委員会（IBPGR）としてCGIARによって1974年に設立された。IBPGRは、国家・地域・全世界レベルでの遺伝子銀行を構築し展開するだけではなく、遺伝資源収集任務を整備することを含んだ植物遺伝資源に関する国際計画を調整するために設立された。
国連食糧農業機関（FAO）はIBPGR事務局の働きをした。1991年には、IBPGRは国際植物遺伝研究所（IPGRI）となり、CGIARの支援を受ける独立組織となった。IPGRIは1994年にモンペリエ（フランス）に拠点を置く「国際バナナ・プランチーノ改良ネットワーク」（INIBAP）と合併した。2006年に、実務名称として「バイオバーシティ・インターナショナル（Bioversity International）」が与えられた。

## 背景
数度の組織改編と名前の変更は、焦点となった問題の変化を反映している。最初は、植物遺伝資源の収集が急務であった。その後、遺伝資源使用を通して保護を促進する段階が来た。現在では、バイオバーシティ・インターナショナルは貧困層の生活を改善するために農業生物多様性を研究していると標榜している。農業生物多様性について、植物に限定していた部分を、動物、微生物および他の側面に拡大している。
バイオバーシティ・インターナショナルは、育種だけでなく動植物の多様性によってもたらされる他の多くの利益が提供される機会を視野に入れている。そのいくつかは直接的であり、地域に適応している作物に由来する優れた栄養状態であったり優れた持続可能性である。その他は間接的であり、受粉媒介者、生物学的制御者あるいは土壌微生物などの健康な生物群集による生態系サービスのようなものである。
バイオバーシティ・インターナショナルは協力者とともに活動し、可能な限りの手段を利用して、人類の福利に対して農業生物多様性がより広い利益を与える証拠を提供し、どのような多様性の型が最も貢献ができるのか調査することを目指している。

## 協力関係
バイオバーシティ・インターナショナル自体は、いかなる研究所も野外実験場も持っていない。代わりに、研究を実施する広い分野の協力者と密接な提携を持ち活動する。詳細については公式ページのパートナーシップを参照されたい。
国際研究協力計画（グローバルパートナーシッププログラム）
農業生物多様性ついての研究者の国際的協力を支援する特別な研究計画がある。それは、世界的な課題への貢献と国際的フォーラムへの参加を通して支援になる方針環境を作成する役割を持つ。バイオバーシティ・インターナショナルは、CGIAR システムに広がる「遺伝資源計画（SGRP, Genetic Resources Programme）」「利用が不十分な生物種に対する世界的利用促進ユニット（GFU, Global Facilitation Unit for Underutilized Species）」「農業生物多様性研究ためのプラットフォーム（PAR, Platform for Agrobiodiversity Research ）」のような多数参加型研究計画の本拠地でもある。バイオバーシティ・インターナショナルは、世界作物多様性財団（en:Global Crop Diversity Trust）の共同創設者と共同スポンサーでもある。